# 롤랜드 맥도널드 스티븐슨
롤랜드 맥도널드 스티븐슨 경(Sir Rowland Macdonald Stephenson, 1808년 1월 9일 – 1895년)은 19세기 영국 철도 기술자로 영국령 인도에 동인도 철도를 건설하는 데 중요한 역할을 했다.

## 어린 시절
1808년 1월 9일 블룸즈버리에서 유서 깊은 컴벌랜드 가문에서 태어난 롤랜드 맥도널드 스티븐슨은 은행가이자 정치인인 롤랜드 스티븐슨과 그의 아내 메리 엘리자의 장남이었다. 해로우에서 교육을 받은 그는 아버지의 은행에서 일하기 시작했지만, 1828년 은행의 파산(그리고 아버지의 미국 망명)으로 인해 처음에는 스태퍼드셔주의 고스펠 오크 철강소의 런던 대리인으로 일하며 공학 분야로 진출했다. 그는 철도 공학을 공부하는 데 전념하여 1836년 영국 토목학회의 준회원이 되었다. 1838년 그는 "인도와 정기 증기 통신을 구축하기 위한 종합 회사"(The Comprehensive Company for establishing Regular Steam Communication with India)의 비서가 되었고, 이 회사는 1840년에 "페닌슐라 앤드 오리엔탈 스팀 내비게이션 컴퍼니"가 되었다. 1840년, 롤랜드 경은 해군 소위 에드워드 헤더스테트의 딸인 마리안느와 결혼하여 12명의 자녀를 두었다. 1882년 마리안느가 사망한 후, 75세의 롤랜드 경은 스카버러의 J. 틴달의 미망인 엘리자베스 틴달과 결혼했다.

### 자녀
| 이름                     | 생년월일        | 사망일 | 간략한 전기                                      | 결혼 및 자녀 |
| ------------------------ | --------------- | ------ | ------------------------------------------------ | ------------ |
| 마리안느 캐서린 스티븐슨 | 1845            | 불명   | 런던 광역권에서 태어났으며, 마리안느는 장녀였다. |              |
| 롤랜드 맥도널드 스티븐슨 | 1847            | 불명   | 런던 광역권에서 태어났으며, 롤랜드는 장남이었다. |              |
| 프랭크 스티븐슨          | 1848            | 불명   | 인도 서벵골주 콜카타에서 태어났다.               |              |
| 헨리 굿윈 스티븐슨       | 1853년 1월 31일 | 불명   | 인도 서벵골주 콜카타에서 태어났다.               |              |
| 캐롤라인 루이사 스티븐슨 | 1854년 10월 5일 | 불명   | 인도 서벵골주 콜카타에서 태어났다.               |              |

## 철도 경력
1843년 그는 가족을 인도로 데려갔는데, 그곳뿐만 아니라 유럽까지 철도를 건설할 계획이었다. 롤랜드 경은 동인도 철도 회사의 상무이사였고, 그의 형제인 세실 매킨토시 스티븐슨은 1849년 콜카타에서부터 철도 노선을 건설하기 시작한 대리인이었으며, 그는 이 공로로 1856년 10월 기사 작위를 받았다. 그는 1859년 청나라 정부에 제국 철도 건설을 제안했고 1864년 홍콩 상공회의소에는 구룡–광저우 철도를 제안했지만, 두 제안 모두 거절당했다.

## 저서
- Stephenson, C.E., R. Macdonald. Report Upon the Practicability and Advantages of the Introduction of Railways into British India. (London: Printed by Kelly & Co., 1845).
- Stephenson, Rowland Macdonald. Railways: An Introductory Sketch with Suggestions, in Reference to Their Extension to British Colonies, Part I. with Illustrations (London: John Weale, Architectural Library, 1850).
- Stephenson, Sir Macdonald. Railways in Turkey (London: John Weale, 1859).
- Stephenson, Sir Macdonald. Railways in China (London: J. R. Adlard, 1864).
- Stephenson, Sir Rowland Macdonald. Rudimentary and Practical Instructions on the Science of Railway Construction for the Use of Beginners and Those Who Have Commercial Practice. (London: Virtue Brothers & CO., 1866).
- Stephenson, C.E., F.R.G.S., Sir R. Macdonald. The Science of Railway Construction, 4th edition. (London: Strahan & CO., Publishers, 1869).

## 같이 보기
- Kerr, Ian J. Engines of Change: The Railroads that Made India (London: Praeger, 2007), 28, 105.
- The Spectator Archive. "Rowland Stephenson".(25 April 1829), p. 10.
- "The London Gazette" Issue 19225 (30 December 1834), p. 2356.
- "Image" Sir Rowland Macdonald Stephenson (1808-1895), Civil engineer and writer on railways.
- "Sir Rowland Macdonald Stephenson and Calcutta Railways" Calcutta Confusion (11 November 2013).
- "Great Western of Bengal Railway Company, Calcutta, 1845-1847" Purono Kolkata (28 October 2015).
- "The KCR--choice of routes, construction and opening." The Industrial History of Hong Kong (March 10, 2014).